# 2071
2071 (MMLXXI) va fi un an obișnuit al calendarului gregorian.